# Santibáñez del Río
Santibáñez del Río es una localidad perteneciente al municipio de Doñinos de Salamanca, dentro de la provincia de Salamanca, España. En 2017 la localidad contaba con 13 habitantes.

## Historia
Su fundación se remonta a la repoblación efectuada por los reyes de León en la Edad Media, que la integraron en el cuarto de Baños de la jurisdicción de Salamanca, dentro del Reino de León, denominándose en el siglo XIII Sanctivanes de Perales.
El 24 de octubre de 1689 el rey Carlos II de España creó el Condado de Santibáñez del Río en referencia a esta localidad, otorgándoselo a Diego Godínez Brochero y Solís, título que sustituía al preexistente vizcondado de Santibáñez.
Con la creación de las actuales provincias en 1833, Santibáñez del Río quedó encuadrado en la provincia de Salamanca, dentro de la Región Leonesa.

## Patrimonio
- Iglesia románica de San Juan. Construida en el siglo XII,[4] destacan en ella la rosca del arco, imposta y parte superior del alfiz, decoradas con flores, entrelazos y cabezas de felinos, los canecillos sobre la portada y el alero, en que pueden observarse barriles, cabezas humanas, una gran serpiente, un jabalí o dos garzas bebiendo de la misma copa.

## Demografía
En 2017 Santibáñez del Río contaba con una población de 13 habitantes, de los cuales 7 eran hombres y 6 mujeres. (INE 2017).
| Gráfica de evolución demográfica de Santibáñez del Río entre 2000 y 2017                 |
|                                                                                          |
| Fuente: Instituto Nacional de Estadística de España - Elaboración gráfica por Wikipedia. |

## Imágenes de la Iglesia de San Juan de Santibáñez del Río
|  |
|  |

|  |
|  |

|  |
|  |

|  |
|  |

|  |
|  |

|  |
|  |

|  |
|  |

|  |
|  |

|  |
|  |

|  |
|  |